# Josie Maran
Josie Maran, född 8 maj 1978 i Menlo Park, Kalifornien, USA, är en amerikansk fotomodell och skådespelare. Hon är främst känd som kosmetikaföretaget Maybellines ansikte utåt. Josie Maran var också med i Backstreet Boys musikvideo Everybody där hennes karaktär blev biten av Greve Dracula (spelad av Howie Dorough).

## Filmografi (urval)
- 2006 – The Gravedancers
- 2004 – Van Helsing